# Sirota Jerica
Sirota Jerica je slovenska ljudska balada, ki se je dokončno razvila v visokem srednjem veku - po letu 1200.

## Značilnosti balade
Siroto Jerico uvrščamo med  balade zgodnjega in visokega srednjega veka, za katere je značilno, da je v njih opevana usoda žensk, deklet in vdov v sočutno socialni podobi. V baladah prevladuje otožnost, čustvena razbolenost in žalost nad težkimi socialnimi razmerami ali kruto usodo, ki napovedujejo žalosten konec.
Na Slovenskem se je balada najprej razvila v ljudski poeziji. Snov je črpala iz domačih bajk in pripovedk, uporabljali pa so se tudi tuji motivi, prilagojeni domačim razmeram. Ženske balade, med katere sodi tudi Sirota Jerica obravnavajo različne tedanje probleme žena in deklet.

### Zgradba balade
Balada ima značilno notranjo zgradbo v obliki dramskega trikotnika:
- Zasnova: mačeha že pred začetkom dneva zbudi Jerico
- Zaplet: Jerica žene vole na pašo in obišče materin grob
- Vrh: Jerica toži materi, kako ji je hudo
- Razplet: mati tolaži Jerico
- Razsnova: Jerica umre

## Književne osebe

### Glavna književna oseba
- Jerica - drobno, preprosto dekle, ki je že zelo zgodaj izgubilo mater in živi s hudobno mačeho.

### Stranski književni osebi
- Jericina mačeha - ženska, ki je po smrti Jericine matere prevzela njeno vlogo. Je hudobna in Jerici ne privošči nič dobrega.
- Jericina mati - je dobrega srca, skrbi za Jerico, tolaži jo celo, ko že počiva v grobu.

## Vsebina
Književni prostor balade je Jericin dom, pokopališče, kjer stoji grob Jericine matere in zêlena reber, kamor Jerica hodi past vole.
Mačeha je Jerico vsako jutro zbudila že zelo zgodaj, še preden se je pričelo daniti in so odpeli petelini, da je v zêleno reber gnala past vole.
Jerica je ubogala strogo mačeho in gnala past vole, medtem, ko so bili na paši pa je obiskala materin grob, kjer ji je potožila, koko hudo ji je na tem svetu. Povedala ji je, da mačeha z njo dela zelo grdo, saj jo budi že pred začetkom dneva, da že navsezgodaj žene pasti vole, da ji peče kruh iz pepela, ki ga soli z drobnim peskom in kadar ji ga odreže, dobi tako tenak košček, da se vidi skozenj. Materi potoži tudi o tem, da jo krušna mati češe tako grobo, da začne krvaveti in da mora spati na zelo trdi postelji, ki je mačeha nikoli ne zrahlja kot je to počela mati, ko je bila še živa, za povrh vsega pa ji v vzglavje postelje daje trnje in v vznožje pesek.
Jerica se na grobu spominja, kako lepo je bilo, ko je bila njena mati še živa in je z njo ravnala povsem drugače kot krušna mati. Kljub materini tolažbi, naj gre domov in se priporoči Bogu, se odloči, da bo ostala pri materi na grobu, kjer  po izgovorjenih besedah: »Boljša mati so mrtvà kakor živa mačeha!« od vsega hudega tudi umre, saj ne vidi druge rešitve, ki bi jo odrešila trpljenja.

## Interpretacija besedila na podlagi feministične teorije Clarisse Pinkole Estés
Jericina mati je umrla, zato ne more prenašati muk, trpljenja in vsega hudega, kar njeni hčeri povzroča mačeha. Jerica je tako prepuščena na milost in nemilost hudobne mačehe, ki je po mnenju Clarisse Pinkole Estés prisiljena izbirati med otrokom in kulturo, ki je nekaj grozljivo krutega in nepremišljenaga. Mačeha ima  v psihi in kulturi konstrukt onemogle matere, ki ga prenaša na Jerico. Za mačeho bi lahko rekli tudi, da ima dvojno naravo oziroma ima v sebi dve ženski, kar pomeni, da je ena njena stran bolj hladna in se vidi v odnosu z Jerico, druga pa je bolj vroča. Ko ena stran bolj hrepeni in bogati odnos, je tudi bolj »sočna« in bolj »gibčna« , je druga stran bolj ledena, grenka in zamišljena in koprni po »ne vem čem«. Ti dve ženski oziroma strani ženske sta eno in se v psihi prepletata na tisoče načinov.
Jericin oče, ki v baladi niti ni omenjen je nesposoben in nevoljen biti prisoten pri ženini (mačehini) vzgoji hčere. Lahko bi rekli, da je Jericin oče onemogel moški in zgolj senca, ki se ne »potegne« za lastno hči, ko ga ta najbolj potrebuje. Lahko bi rekli tudi to, da je prav oče krivec za tak konec balade - Jericino smrt, saj lasnit hčeri ni pomagal, ko ga je najbolj potrebovala in jo je pustil samo v trpljenju.

## Izdaje balade
- In ptičke nam zapele so - pesmi za otroke, Lino Logiša, Mladinska knjiga, Ljubljana 1973;
- Slovenska pripovedna pesem, Tone Partljič, Mladinska knjiga, Ljubljana 1969;
- Peklenski boter in druge slovenske pravljice, Alojzij Bolhar, Mohorjeva založba, Celovec 1990;
- Slovenske ljudske pesmi V, Marjetka Golež Kaučuč, Marija Klobčar, Zmaga Kumer, Urša Širic, Marko Terseglav; Glasbenonarodopisni inštitut ZRC SAZU, sozaložnik Slovenska matica, Ljubljana 2007 (zvočni zapis).

## Motivno-tematska povezava z drugimi ljudskimi pravljicami

### Sirota Barica
- hudobna mačeha in na drugi strani hudobni očim

Sirota Barica je prekmurska ljudska pravljica v kateri nastopa sirota z imenom Barica, ki živi z očetom 
in hudobno mačeho. Oče pogosto drvari 
v gozdu in ga po več dni ni doma, zato
je Barica pogosto izročena v milost 
in nemilost hudi mačehi. Mačeha jo vsak
dan bolj sovraži in si vedno znova in 
znova izmišljuje nova dela za Barico z
namenom, da bi jo še bolj mučila.Pri 
eni izmed zadanih nalog je Barici 
pomagala kača, ki jo je Barica v 
zameno za pomoč odrešila čarovnije, saj
je bil to princ, ki ga je hudobni očim
s pomočjo neke čarovnice začaral v kačo.
S princem sta se poročila in na gostijo
povabila prebivalce devetih vasi, 
manjkala je le Baricina mačeha, ki je od jeze in nevoščljivosti skočila v Muro.

### Pastorka
- hudobna mačeha in uboga sirota

Je belokranjska ljudska pravljica, ki govori o deklici, ki je imela hudo mačeho. Mačeha se je nekoč ujezila in pastorko nagnala od hiše. Deklica je tako odšla v neznane kraje in med potjo srečala petelinčka, mačka, in psička, ki so jo začeli spremljati na poti. Zvečer so prišli k zapuščenemu gradu, kjer so hoteli prenočiti. Povedali so jim, da ponoči v gradu straši, vendar se na to niso ozirali in se tako odpravili spat. Med spanjem jih je prebudil strah, ki je na ves glas kričal, naj gre deklica plesati z njim. Njeni spremljevalci ji z izgovorom, da nima ustrezne obleke, čevljev in da je revna niso pustili plesati z njim, zato ji je strah nemudoma vse to prinesel, samo, da bi plesala z njim. Ko jim je strah prinesel kar so zahtevali, se je pričelo daniti, petelinček je kot je imel v navadi zapel in strah se ga je tako ustrašil, da je zbežal. Deklica je nato oblekla novo obleko in obula čevlje ter se vrnila domov, ko jo je tako lepo videla mačeha se je razpočila od zavisti, deklica pa je še dolgo živela v domači hiši.

### Mačeha in pastorka
- nevoščljivost hudobne mačehe

Je tolminska ljudska pravljica, ki govori o siroti kateri je umrla mati, tako se je oče znova poročil in sirota je dobila mačeho. Siroti se je dokler mačeha ni povila svoje hčere dobro godilo, potem pa jo je mačeha zasovražila. Oče jo je odpeljal globoko v gozd, vendar se ponjo ni vrnil. Mimo sta prišla petelin in mačka, s katerima je sirota rade volje delila košček kruha in v zameno sta jo obvarovala pred zlodejem in ji »prinesla« bogastvo.
Mačeha je od zavisti in jeze, da se je sirota tako bogata vrnila domov v gozd poslala svojo hči, ki pa je bila sebična in s petelinom in mačko ni hotela deliti kruha, zato je nista obvarovala pred zlodejem, ki jo je raztrgal. Ker se dolgo ni vrnila je šla mati za njo, vendar je našla le njene kosti in od žalosti umrla. Sirota pa si je našla dobrega moža in srečno sta živela in gospodarila s svojim bogastvom.